# Grace Fulton
Grace Fulton, pseudonimo di Grace Caroline Currey (Vancouver, 17 luglio 1996), è un'attrice, regista e produttrice televisiva statunitense.

## Biografia
Grace nasce a Vancouver, in Canada, ed è la figlia maggiore dell'artista Damian Fulton e di Alisa Fulton. Ha un fratello minore, Soren Fulton.
Ha frequentato la Royal Ballet School, a Londra, dove ha potuto approfondire le sue doti come danzatrice.

## Carriera
Ha debuttato nel 2001, all'età di 4 anni, nello show televisivo Così è la vita.
Nel 2019 entra a far parte del DC Extended Universe nei panni di Mary Bromfield per il film Shazam!, diretto David F. Sandberg. Successivamente viene annunciato che apparirà anche nel sequel, Shazam! Furia degli dei.
Nel 2022 recita al fianco di Virginia Gardner e Jeffrey Dean Morgan nel film d'azione Fall.

## Filmografia

### Attrice

#### Cinema
- Badland, regia di Francesco Lucente (2007)
- Painted Horses, regia di Damian X. Fulton (2017)
- Annabelle 2: Creation, regia di David F. Sandberg (2017)
- Shazam!, regia di David F. Sandberg (2019)
- Vampire Dad, regia di Frankie Ingrassia (2020)
- Most Guys Are Losers, regia di Eric Ustian (2020)
- Fall, regia di Scott Mann (2022)
- Shazam! Furia degli dei (Shazam! Fury of the Gods), regia di David F. Sandberg (2023)

#### Televisione
- Così è la vita - serie TV, episodio 1x17 (2001)
- JAG - Avvocati in divisa (JAG) - serie TV, episodio 7x06 (2001)
- Home of the Brave, regia di Steve Miner - film TV (2002)
- Il mistero di Natalie Wood (The Mystery of Natalie Wood) - miniserie TV, episodio 1x01 (2004)
- Back When We Were Grownups, regia Ron Underwood - film TV (2004)
- Ghost Whisperer - Presenze – serie TV, 5 episodi (2005-2007)
- Bones - serie TV, episodio 2x07 (2006)
- Il nostro primo Natale (Our First Christmas), regia di Armand Mastroianni - film TV (2008)
- Revenge – serie TV, 4 episodi (2012-2015)
- Diario di una nerd superstar (Awkward) - serie TV, episodio 5x20 (2016)

#### Cortometraggi
- Journey to Abaddon, regia di Sheila Hart (2014)
- Elliott's To Do List, regia di Helena Katherine Drizhal (2017)
- Hart of the Wild Bunch, regia di Sophia Arguelles e Grace Caroline Currey (2022)

### Regista

#### Cortometraggi
- Hart of the Wild Bunch (2022)

### Produttrice

#### Cortometraggi
- Elliott's To Do List, regia di Helena Katherine Drizhal (2017)

## Doppiatrici italiane
Nelle versioni in italiano delle opere in cui ha recitato, Grace Fulton è stata doppiata da:
- Emanuela Ionica in Shazam!, Revenge, Shazam! Furia degli dei
- Joy Saltarelli in Il nostro primo Natale
- Veronica Benassi in Annabelle 2: Creation
- Ughetta D'Onorascenzo in Fall